# Тарасенки (Фастівський район)
Тара́сенки — невеличке село в Україні, у Фастівському районі Київської області. Нині підпорядковане Фастівській міській громаді, раніше належало до Мотовилівської сільської ради та Мотовилівськослобідської сільради. Населення становить 21 осіб, а сам хутір розташований у густому лісі між селами Вишняки та Кощіївка. 
Назва села походить від його першозаселенців Тарасенків, рід яких походить від козака Тараса. У селі й сьогодні є цілюще Тарасове джерело, куди багато мешканців Фастівщини приїжджають за водою. Відоме від 1651 року, коли Потоцький захопив Мотовилівку, від 1667 року є постійно заселеним. У лісі між Тарасенками і х. Страшуки є цвинтар. 
У 2008 році село газифіковано. 2023 року вперше в своїй історії проблемну для пересування піщану дорогу засипали гравієм.